# Liste des Premiers ministres d'Azerbaïdjan
Le tableau suivant liste les Premiers ministres successifs de la République d'Azerbaïdjan depuis la création de ce poste.
Si on regroupe les Premiers ministres d'avant et d'après l'annexion soviétique, il y a eu quinze Premiers ministres d'Azerbaïdjan.

## Premiers ministres successifs

### République démocratique d'Azerbaïdjan (1918-1920)
| Nom                     | Portrait | Investiture   | Fin du mandat | Parti politique | Notes       |
| ----------------------- | -------- | ------------- | ------------- | --------------- | ----------- |
| Fatali Khan Khoyski     |          | 28 mai 1918   | 14 avril 1919 | Aucun           |             |
| Nassib Youssifbeyli     |          | 14 avril 1919 | 30 mars 1920  | Müsavat         |             |
| Mammad Hassan Hadjinski |          | 30 mars 1919  | 28 avril 1920 | Müsavat         | Par intérim |

### République d'Azerbaïdjan (depuis 1991)
| Nom                 | Portrait | Investiture      | Fin du mandat    | Parti politique               | Notes                              |
| ------------------- | -------- | ---------------- | ---------------- | ----------------------------- | ---------------------------------- |
| Həsən Həsənov       |          | 7 février 1991   | 7 avril 1992     | Aucun                         |                                    |
| Firuz Mustafayev    |          | 7 avril 1992     | 18 mai 1992      | Aucun                         | Par intérim                        |
| Rəhim Hüseynov (en) |          | 18 mai 1992      | 26 janvier 1993  | Aucun                         |                                    |
| Əli Məsimov (en)    |          | 26 janvier 1993  | 28 avril 1993    | Front populaire d'Azerbaïdjan |                                    |
| Pənah Hüseyn (en)   |          | 28 avril 1993    | 7 juin 1993      | Front populaire d'Azerbaïdjan |                                    |
| Surət Hüseynov      |          | 7 juin 1993      | 6 octobre 1994   | Militaire                     |                                    |
| Fuad Quliyev        |          | 6 octobre 1994   | 2 mai 1995       | Parti du nouvel Azerbaïdjan   | Par intérim                        |
| Fuad Quliyev        |          | 2 mai 1995       | 20 juillet 1996  | Parti du nouvel Azerbaïdjan   |                                    |
| Artur Rasizadə      |          | 20 juillet 1996  | 26 novembre 1996 | Parti du nouvel Azerbaïdjan   | Par intérim                        |
| Artur Rasizadə      |          | 26 novembre 1996 | 4 août 2003      | Parti du nouvel Azerbaïdjan   |                                    |
| İlham Əliyev        |          | 4 août 2003      | 4 novembre 2003  | Parti du nouvel Azerbaïdjan   | De facto Rasizadə Premier ministre |
| Artur Rasizadə      |          | 4 novembre 2003  | 21 avril 2018    | Parti du nouvel Azerbaïdjan   |                                    |
| Novruz Mammadov     |          | 21 avril 2018    | 8 octobre 2019   | Parti du nouvel Azerbaïdjan   |                                    |
| Ali Asadov          |          | 8 octobre 2019   | En fonction      | Parti du nouvel Azerbaïdjan   |                                    |